# Provincia di Huancayo
La provincia di Huancayo è una provincia del Perù, situata nella regione di Junín.

## Geografia antropica

### Suddivisioni amministrative
È divisa in 28 distretti:
- Carhuacallanga[2]
- Chacapampa[3]
- Chicche[4]
- Chilca[5]
- Chongos Alto[6]
- Chupuro[7]
- Colca
- Cullhuas
- El Tambo
- Huacrapuquio
- Hualhuas
- Huancán
- Huancayo
- Huasicancha
- Huayucachi
- Ingenio
- Pariahuanca
- Pilcomayo
- Pucará
- Quichuay
- Quilcas
- San Agustín de Cajas
- San Jerónimo de Tunán
- San Pedro de Saño
- Santo Domingo de Acobamba
- Sapallanga
- Sicaya
- Viques